# Ceropegia antennifera
Ceropegia antennifera (syn.: Ceropegia craibii) ist eine Pflanzenart aus der Unterfamilie der Seidenpflanzengewächse (Asclepiadoideae). Die Art ist in Südafrika beheimatet und dort sehr selten. Sie besitzt unter den Leuchterblumen ein sehr ungewöhnliche Blüte. Die Spitzen der Kronblattzipfel sind hier nicht wie bei der Mehrzahl der Ceropegia-Arten miteinander verwachsen (und bilden so die typische käfigartige Struktur im oberen Teil der Blütenkrone), sondern spreizen sich gerade nach außen ab.

## Merkmale

### Vegetative Merkmale
Ceropegia antennifera ist eine ausdauernde aufrecht wachsende Pflanze mit einer abgeflachten Wurzelknolle, die einen Durchmesser von 2 bis 3,5 cm hat. Die krautigen, einjährigen und nicht windenden Trieben werden 15 bis 20 cm (12 bis 20 cm) hoch. Dabei wird in der Regel nur ein Trieb pro Wurzelknolle gebildet, selten auch zwei. Die Triebe sind in der Regel unverzweigt und kahl. Die Internodien sind kurz. Die direkt am Trieb ansetzenden Blätter sind linealisch bis fadenförmig mit zurückgebogenen Rändern. Sie werden 20 bis 30 mm lang und sind 1 bis 2 mm breit.

### Blütenstand und Blüten
Der meist einzige Blütenstand (pro Trieb), selten wird noch ein zweiter Blütenstand gebildet, setzt direkt am Trieb an und besteht nur aus einer Blüte. Dabei ist die Blüte zunächst endständig, später sitzt sie seitlich. Der aufrecht stehende Blütenstandsstiel ist 2,5 bis 3 cm lang. Die mit doppelter Blütenhülle versehenen zwittrigen Blüten sind fünfzählig und zygomorph. Die pfriemlichen Kelchblätter werden bis 6 mm lang. Die fünf Kronblätter sind zum größten Teil zu einer Röhre verwachsen. Die vergleichsweise große Blütenkrone wird  7,5 bis 9,5 cm lang (hoch). Sie ist außen weißlich mit purpurfarbenen Längsstreifen. Innen ist sie behaart. Der eiförmige, bis 4 mm Durchmesser erreichende Kronkessel geht graduell in die Kronröhre über. Sie erweitert sich zum äußeren Ende trichterförmig auf 3 bis 4 mm im Querschnitt. Die Kronblattzipfel sind innen weißlich, 5 – 6 cm lang und linealisch-lanzettlich geformt. Sie sind im Gegensatz zu den meisten anderen Arten der Gattung Ceropegia nicht an den Spitzen miteinander verbunden, sondern frei im spitzen bis rechten Winkel zur Blütenlängsachse gerade abgespreizt. Die Lamina sind entlang der Mittelrippe nach außen gebogen, die Spitzen können am äußeren Ende kugelig angeschwollen sind. Die trichterige Öffnung der Blüten und die basalen Partien der Innenseiten der Kronblattzipfel sind dunkelbraunrot, die restlichen Teile der Zipfel grün. Die untere Hälfte der Zipfel und die trichtrige Blütenöffnung sind mit bis zu 3 mm langen, purpurfarben keuligen Haaren besetzt. Die Nebenkrone ist schwarzviolett gefärbt und sitzend. Die interstaminalen Nebenkronzipfel bilden eiförmige Taschen mit gezähnelten Rändern; sie sind 1,5 mm lang und behaart. Die staminalen Nebenkronzipfel sind linealisch und spitz auslaufend. Sie sind 3 bis 4 mm lang, stehen aufrecht und neigen sich zusammen. Die Spitzen sind jedoch zurückgebogen.

### Früchte und Samen
Die paarigen Balgfrüchte sind schlank spindelförmig und stehen in spitzem Winkel zueinander. 

## Geographische Verbreitung und Ökologie
Der Typus wurde im Grasland in „4100 Fuß“ (rd. 1340 m) Höhe in der Nähe von Newcastle, KwaZulu-Natal, Südafrika gefunden. Sie ist eine sehr seltene Art die bisher nur von wenigen Standorten, dem Typenfundort von Ceropegia antennifera und dem Typenfundort von Ceropegia craibii bekannt ist. Allerdings ist sie am Typenfundort seit dem Erstfund nicht mehr nachgewiesen worden.
Am Typenfundort von Ceropegia craibii treibt die Pflanze jedes Jahr nach den Sommerregen aus der Wurzelknolle Ende Oktober oder Anfang November neu aus. Bis Ende November oder Anfang Dezember erscheint bereits die meist einzige Blütenknospe, die sich bis Mitte Dezember öffnet. Die Blütezeit kann sich aber bis Februar hinziehen. Jede Blüte bleibt aber nur für ein bis zwei Tage offen. Die Pflanzen scheinen auf eine oder mehrere Arten von sehr kleinen Fliegen als Bestäuber angewiesen zu sein. Die Blüten werden eher selten befruchtet; im Habitat wurden bisher noch keine Früchte gefunden. In Kultur gelang die Vermehrung durch Samen mittels künstlicher Befruchtung der Blüten. In Kultur produzierten die Pflanzen ein oder zwei Blüten pro Saison. Mit zunehmender Trockenheit Ende April bis Anfang Mai beginnt der Trieb abzusterben. Zuerst fallen die Blätter ab, bis Ende Mai vertrocknet auch der Stängel. Die Früchte entwickeln sich sehr langsam innerhalb weniger Wochen zu voller Größe. Bis zur Freisetzung der Samen kann es aber bis zu sechs Monate dauern (Beobachtung in Kultur). Die aus ausgesäten Samen sich entwickelnden Pflanzen blühten bereits im darauf folgenden Jahr.
Der Boden am Typenfundort ist flach und locker und trocknet nach Regen schnell ab. Der Bewuchs ist spärlich, und alle paar Jahre brennt das sich oft über mehrere Jahre ansammelnde dürre Gras bzw. Pflanzenmaterial ab. Die Wurzelknollen überdauern diese sporadischen Feuer anscheinend ohne Schäden. Möglicherweise „benötigt“ die Art sogar diese gelegentlichen Feuer, da sie sonst nicht mit den schnell(er) wachsenden Gräser konkurrieren kann.

## Systematik und Taxonomie
Die Art wurde von Rudolf Schlechter 1895 zum ersten Mal wissenschaftlich beschrieben. Danach wurde über 100 Jahre kein weiteres Exemplar dieser Art mehr gefunden. 2001 beschrieb Janine E. Victor eine recht ähnliche Pflanze etwa 100 km vom Typenfundort von C. antennifera entfernt als neue Art Ceropegia craibii. Die Art ist nach Charles Craib (1954–2012), einem südafrikanischen Pflanzensammler und Buchautor benannt. Sie unterscheidet sich hauptsächlich durch die Blütenmorphologie von C. antennifera, und sie ist im Habitat meist wesentlich kleiner (4 bis 6 cm hoch). Ulrich Meve behandelt dieses Taxon als Synonym von C. antennifera, da die Blütenmorphologie bei vielen Ceropegia-Arten recht variabel ist. Er hält die beiden Vorkommen für zwei Reliktpopulationen ein und derselben Art.

## Belege